# Рассел, Уильям, 1-й барон Рассел из Торнхау
Уильям Рассел, 1-й барон Рассел из Торнхау (англ. William Russell, 1st Baron Russell of Thornhaugh; 1553/1563 — 9 августа 1613) — английский аристократ и политик, лорд-наместник Ирландии (1594—1597), 1-й барон Рассел из Торнхау с 1603 года.

## Биография
Младший сын Фрэнсиса Рассела, 2-го графа Бедфорда (около 1527—1585), и его первой жены Маргарет Сент-Джон (1533—1562). Дата его рождения неизвестна, некоторые записи показывают, что он родился ещё в 1553 году, некоторые — в 1563 году. Он получил образование в колледже Магдалины в Оксфорде. Проведя несколько лет за границей, он отправился в Ирландию в 1580 году, по возвращении в Англию был посвящен в рыцари (сентябрь 1581).
Свою военную карьеру Уильям Рассел начал в Нидерландах в 1585 году, став генерал-лейтенантом кавалерии. В сентябре 1586 года он отличился в битве при Зютфене и был отмечен за поддержание эффективной боевой силы в трудных условиях. В 1587 году он был назначен губернатором Флиссингена, но на следующий год был отозван по собственной инициативе. В 1594 году он был назначен на должность лорда-наместника Ирландии, где он служил с блеском.
В то время Ирландия была на грани восстания, и в английском правительстве существовало два мнения о том, как сохранить мир. Одна фракция стремилась к переговорам с ирландскими повстанцами, в то время как другая — включая Уильяма Рассела — выступала за военную силу. Фракция Рассела одержала верх, и восстание переросло во всеобщее восстание, которое продолжалось в течение Девятилетней войны и закончилось Меллифонтским договором в 1603 году. Он освободил город Эннискиллен, который находился в осаде в течение нескольких месяцев, но не смог захватить ирландских лидеров.
Во время пребывания в Ирландии Уильям Рассел вступил в спор со своим главным военачальником сэром Джоном Норрейсом. Этот спор оказался вредным для управления, и Уильям Рассел был отозван в Англию в 1597 году, но только после того, как он победил и убил мятежного Фиаха Макхью О’Бирна.
В 1599 году Уильям Рассел был назначен командующим силами, защищавшими западную Англию в ожидании испанского вторжения. Однако планы вторжения были сорваны.
Уильям Рассел построил особняк в Уоберне. В 1590-х годах он консультировался с тремя голландцами относительно возможности строительства своего поместья Торни-Эбби в Кембриджшире. Его сын Фрэнсис продолжил семейный интерес к осушению Фенских болот и руководил первой попыткой осушить болот.
Уильям Рассел получил титул 1-го барона Рассела из Торнхау в 1603 году новым королем Англии Яковом I Стюартом, но он потерял влияние при дворе и удалился в свои поместья, где и умер 9 августа 1613 года.
Уильям Рассел женился 13 февраля 1585 года в Уотфорде, Лондон, на Элизабет Лонг (? — 1611), единственной дочери и единственной наследнице Генри Лонга из Шингея, Кембриджшир, и внучке сэра Ричарда Лонга. У них был единственный сын, Фрэнсис Рассел, 4-й граф Бедфорд (1587—1641). В церковных книгах церкви Святой Марии в Уотфорде записано, что ребёнок был крещен в 1587 году.